# Taku Lee
Taku Lee (李卓?, Ri Taku; Nagoya, 20 febbraio 1995) è un giocatore di football americano giapponese, che gioca come runningback per gli Obic Seagulls.

## Palmarès
- 1 Rice Bowl (Obic Seagulls, 2020)